# Zamach stanu w Sudanie (2021)
Zamach stanu w Sudanie (2021) – zakończony powodzeniem zamach stanu dokonany przez wojsko Sudanu, przeciwko rządowi z premierem Abd Allahem Hamdukiem na czele.

## Podłoże
Rządzący w Sudanie od 1989 roku prezydent Umar al-Baszir został obalony w wyniku zamachu stanu, który miał miejsce w 2019 roku, po tygodniach masowych protestów, a władzę w państwie objęła Tymczasowa Rada Wojskowa. W sierpniu 2019 roku doszło do porozumienia wojskowych z protestującymi ludźmi, na mocy którego powołano Suwerenną Radę Sudanu. Zgodnie z tą umową proces transformacji ustrojowej miał trwać 3 lata i 3 miesiące. Stanowisko przewodniczącego Suwerennej Rady Sudanu miał przez pierwsze 21 miesięcy, do listopada 2021 roku, pełnić wojskowy, a następnie cywil.
We wrześniu 2021 roku rząd Sudanu udaremnił próbę dokonania zamachu stanu, którego mieliby dokonać wojskowi sympatyzujący z byłym prezydentem Umarem al-Baszirem. Od tamtego czasu w Suwerennej Radzie Sudanu rosły tarcia pomiędzy jej członkami cywilnymi i wojskowymi.
16 października 2021 roku odbyły się demonstracje w Chartumie, stolicy Sudanu. Ich uczestnicy domagali się tego, aby gen. Abd al-Fattah Abd ar-Rahman al-Burhan, przewodniczący Suwerennej Rady Sudanu, dokonał zamachu stanu. Protest przed pałacem prezydenckim w Chartumie trwał do 21 października 2021 roku.
21 października 2021 roku w wielu miastach w Sudanie zgromadziły się setki tysięcy kontrmanifestantów.
24 października 2021 roku główne ulice i mosty w Chartumie zostały zablokowane przez ludzi domagających się puczu.

## Przebieg

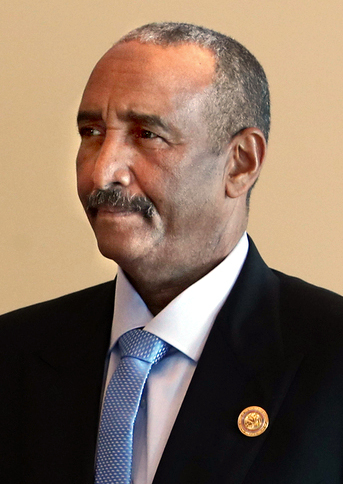
generał Abd al-Fattah Abd ar-Rahman al-Burhan

25 października 2021 roku o świcie żołnierze Sił Zbrojnych Sudanu dokonali aresztowania co najmniej pięciu wysokich rangą członków rządu. Premier Abd Allah Hamduk odmówił podpisania oświadczenia informującego o tym, że popiera zamach stanu, w efekcie czego został umieszczony w areszcie domowym.
Później tego samego dnia generał Abd al-Fattah Abd ar-Rahman al-Burhan, przewodniczący Suwerennej Rady Sudanu ogłosił wprowadzenie stanu wyjątkowego na obszarze całego Sudanu, rozwiązanie Suwerennej Rady Sudanu i rządu. W swoim wystąpieniu ogłosił również to, że rząd wojskowy pokieruje państwem do czasu wyborów zaplanowanych na 2023 rok.

## Skutki
27 października 2021 Unia Afrykańska zawiesiła Sudan w prawach członka organizacji.